# Боровушка (Новосибирская область)
Боровушка — посёлок в Тогучинском районе Новосибирской области. Входит в состав Репьёвского сельсовета. Была основана примерно в 1904−1905 году эстонскими крестьянами-переселенцами. Каждой переехавшей семье выдавались подъёмные в виде денежной суммы и коровы. Так царское правительство стимулировало заселение Сибири. Селились обычно хуторами. До сих пор сохранись топонимические названия окрестных лесов, по фамилиям основателей хуторов: лес Викатов, лес Данильсонов, лес Кудрасов, лес Пелло и пр. Примерно в конце 1930-х годов окрестные эстонские селения объединили в колхоз Эдазия, от эстонского слова Edasi.

## География
Площадь посёлка — 31 гектар.

## Население
| 2002 | 2007 | 2010 |
| ---- | ---- | ---- |
| 60   | ↘43  | ↘21  |

## Инфраструктура
В посёлке по данным на 2007 год отсутствует социальная инфраструктура.